# Cortex sensoriel
 (février 2025).
Si vous disposez d'ouvrages ou d'articles de référence ou si vous connaissez des sites web de qualité traitant du thème abordé ici, merci de compléter l'article en donnant les références utiles à sa vérifiabilité et en les liant à la section « Notes et références ».
Dans le cerveau, les cortex sensoriels sont les aires du cortex cérébral où s'effectuent les premiers traitement de l'information en provenance des différents sens : 
- le cortex visuel pour la vision
- le cortex auditif pour l'audition
- le cortex somatosensoriel pour le toucher
- le cortex olfactif pour l'olfaction et le goût

Par conséquent, les cortex sensoriels appartiennent au système sensoriel.